# Ferdinando de la Cerda
Ferdinando Alfonso, detto de la Cerda (Valladolid, 23 ottobre 1255 – Ciudad Real, 25 luglio 1275), fu erede e reggente del Regno di Castiglia e León.

## Origine
Ferdinando, come conferma il documento n° LV, datato 9 luglio  1258, dei DOCUMENTOS DE LA Iglesia Colegial de Santa María la Mayor (hoy Metropolitana) DE VALLADOLID, Siglo XIII era figlio del re di Castiglia e di León e futuro re dei Romani, Alfonso X e di Violante d'Aragona (Rey Don Alfonso, regnant en uno con la Reyna donna Yolant mi mujer et con nuestro ffijo el Infante don Ferrando primero et yeredero e con nuestro ffijo el Inffante don Sancho), che, come riporta la Cronaca piniatense, era figlia del Re di Aragona, Conte di Barcellona e delle altre contee catalane, re di Valencia e di Maiorca, signore di Montpellier e Carladès, Giacomo I il Conquistatore e della principessa ungherese Violante, figlia del re di Ungheria Andrea II e della principessa di Costantinopoli Iolanda di Courtenay.

Alfonso X, come riportano i documenti n° XX e XXVII dei DOCUMENTOS DE LA Iglesia Colegial de Santa María la Mayor (hoy Metropolitana) DE VALLADOLID, Siglo XIII, era il figlio maschio primogenito del re di Castiglia, Ferdinando III e della sua prima moglie Elisabetta Hohenstaufen (detta Beatrice di Svevia alla corte di Castiglia)(Ferrandus Dei gratia Rex Castelle et Toleti una cum uxore mea Regina Beatrice et filiis meis Alfonso, Frederico, Fernando)(Ferrandus Dei gratia Rex Castelle et Toleti una cum uxore mea Regina Beatrice et filiis meis Alfonso, Frederico, Ferrando, Henrico), che, come riportano sia gli Annales Marbacenses era figlia del duca di Svevia e re di Germania, Filippo di Svevia (1179-1208, e di Irene Angelo (1181-1208), che secondo il Nicetae Choniatae Historia era figlia dell'imperatore di Costantinopoli, Isacco II Angelo e della prima moglie, Irene Tornikaina (ex priore coniuge libera susceptis, filiabus duabus et uno filio.... alteram" married "Siciliam regis Tangris filio), forse della famiglia dei Paleologi).
Il soprannome de la Cerda deriva dal fatto che era nato con del pelo nel petto, simile a delle setole di una scrofa (cerda in spagnolo), e venne poi assunto come cognome dai suoi discendenti.

## Biografia
Gli Annali toledani riportano la data di nascita di Ferdinando (Anno Dni. M. CC. LVI. nauti est Dñs Fernandus, filius Regis Alfonsi).
Secondo il Diccionario biográfico español, Real Academia de la Historia suo padre, Alfonso X, concordò con il re di Francia, San Luigi IX il matrimonio tra i propri figli Ferdinando e Bianca e il contratto fu ratificato a Saint-Germain-en-Laye, il 28 settembre 1266; il contratto è riportato nello Spicilegium sive collectio veterum aliquot scriptorum, Volume 3 (Donum Fernandum primogenitum Domini…Alfonsi…Electi in Regem Romanorum necnon et Castellæ, Toleti, Legionis, Galeciæ, Sibil. Cordub. Murc. Giem. et Alguarb. Regis…et excellentissimus Dominum Ludovicum …Regem Franciæ…dominam Blancham filiam suam).

Su richiesta di Luigi IX, papa Clemente IV rilasciò tre dispense, per la parentela che legava i due futuri sposi e per il fatto che Ferdinando non avrebbe avuto i canonici quattordici anni per potersi sposare.
Il 30 novembre 1268, a Burgos, Ferdinando si sposò con Bianca di Francia (1253-1322), figlia del re di Francia, Luigi IX, e di Margherita di Provenza, figlia di Raimondo Berengario IV di Provenza e di Beatrice di Savoia, come riporta il Recueil des historiens des Gaules et de la France. Tome 21; anche il Chronicon de Cardeña riporta l'avvenuto matrimonio di Ferdinando e Bianca (Infant D. Ferrando con Doña Blanca fija del Rey de Francia).
Nel periodo giovanile Ferdinando partecipò a tutte le campagne militari del padre e dal 19 dicembre 1270 al 14 marzo 1272, fu maggiordomo del re suo padre..

Comunque a partire dal 1270, Fernando affiancò il padre nelle attività di governo e, in alcuni casi fu reggente durante le assenze del padre, tra cui, nel 1274, quando Alfonso X, in quanto re dei Romani si recò a Belcaire per incontrare Papa Gregorio X, nel tentativo di convincerlo ad incoronarlo imperatore del Sacro Romano Impero

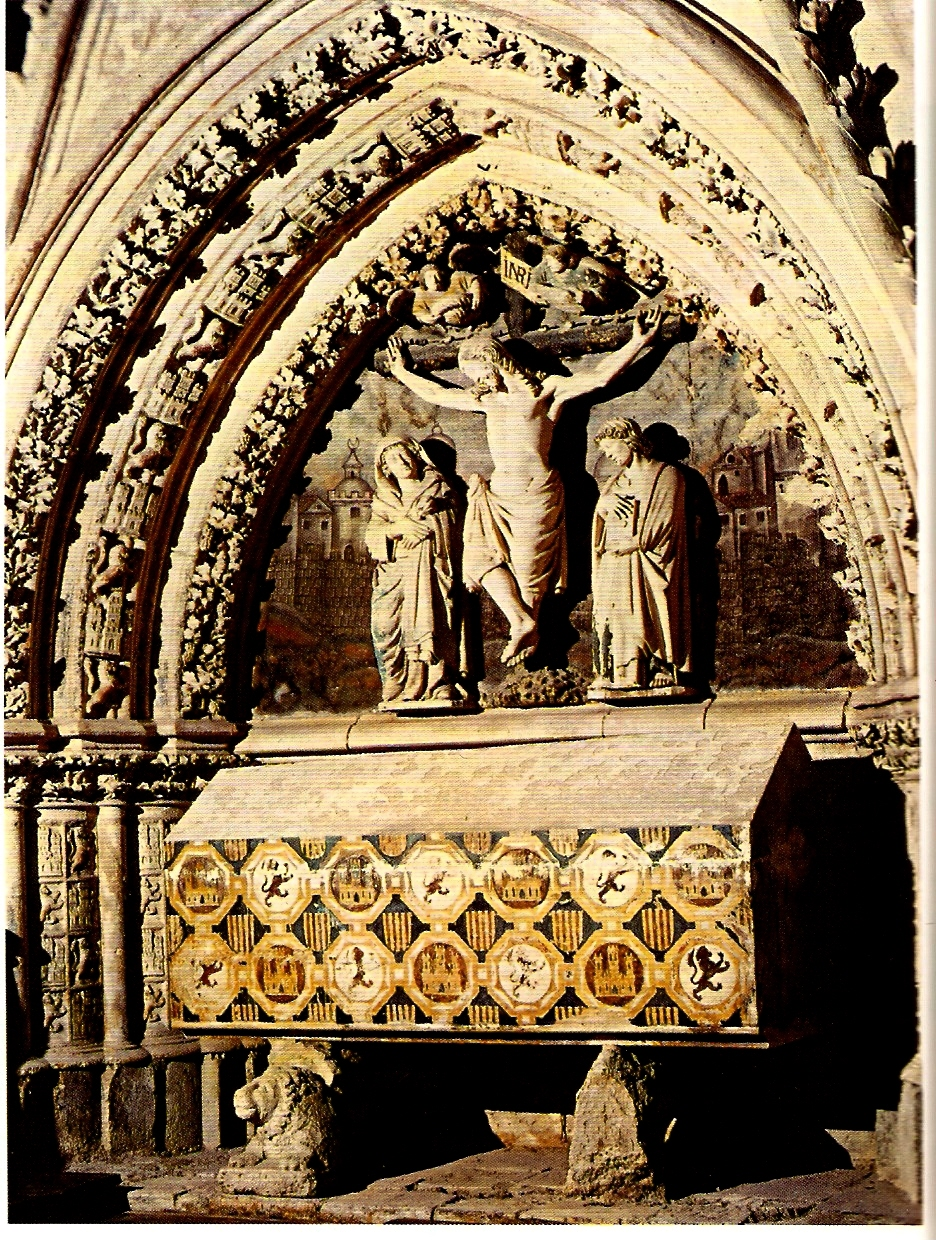
Sepolcro di Ferdinando de la Cerda, nel Monastero de las Huelgas, a Burgos.

Nel 1275 i Merinidi, guidati dal sultano Abu Yusuf Ya'qub ibn 'Abd al-Haqq, sbarcarono sulle coste andaluse e alleatisi al sultanato di Granada, attaccarono il regno di Castiglia. Ferdinando radunò l'esercito a Villa Real, ma, prima ancora di scontrarsi coi musulmani, a causa di una forte febbre, trovò la morte nel mese di luglio come riportato dagli Annali toledani (VIII Kal Aug obiit Dominus Fernandus, filius Regis Castellæ); il Chronicon Domini Joannis Emmanuelis riporta che morì a Villa Real (obiit Infans Dns Fernandus in Villa-Regali); il Chronicon de Cardeña conferma la morte e riporta che fu sepolto nell'Abbazia di Las Huelgas a Burgos (muriò el Infant D. Ferrando…fijo del Rey D. Alfonso…è yace en las Huelgas de Burgos); infine anche le Gesta Philippi Tertia Francorum Regis di Guglielmo di Nangis riporta la morte di Ferdinando ricordando che fu negata la successione ai suoi figli.
La morte di Ferdinando creò un problema di successione, perché Alfonso X, ignorando i diritti dei figlioletti di Ferdinando, nel 1278, nominò nuovo erede al trono il figlio maschio secondogenito, Sancho, come riporta la storica britannica, Hilda Johnstone. 
La vedova di Ferdinando, Bianca di Francia, dopo la morte del marito, fu addirittura imprigionata, mentre i due figli, Alfonso e Ferdinando, furono protetti solo dalla nonna paterna, Violante.

In un secondo tempo il re, Alfonso X, su insistenza della moglie Violante e del re Filippo III di Francia, fratello della vedova, Bianca di Francia e zio degli Infantes de la Cerda, che minacciava militarmente il regno di Castiglia, nominò suo erede il nipote, Alfonso, figlio di Ferdinando de la Cerda, dando l'avvio ad una guerra civile; e nonostante che l'8 novembre 1282 fosse stato diseredato dal padre, alla morte di Alfonso, Sancho gli successe sul trono.

Armi adottate dai discendenti di Ferdinando.

## Discendenza
Ferdinando e Bianca ebbero due figli:
- Alfonso de la Cerda (1271-1327), noto anche come Alfonso il Diseredato, che per circa vent'anni si batté per far valere i suoi diritti sul trono di Castiglia, era il primogenito come riportano gli Annali toledani[16][30].
- Ferdinando (1272-1333), ricordato nelle Gesta Philippi Tertia Francorum Regis di Guglielmo di Nangis, col fratello Alfonso, a cui fu negata la successione al trono[28] e che, sempre col fratello, erano stati accolti nel castello di Játiva, dal prozio, Pietro III d'Aragona, come riporta la Chronique de Ramon Muntaner. Tome 2[31], che, secondo il Nobiliario de D. Pedro Conde de Bracelos, sposò, nel 1308, Giovanna Núñez di Lara (1286-1351), detta la Palomilla figlia di Giovanni Núñez di Lara, detta il Gordo, signore di Lara e sovrano di Biscaglia e di Teresa Álvarez de Azagra Signora di Albarracín, vedova del prozio di Ferdinando, Enrico (1230-1303), detto Il Senatore, figlio di Ferdinando III di Castiglia[32], e nel 1315, alla morte del fratello, divenne signora di Lara, Lerma, Villafranca, Dueñas, Fuente-Empudia, Torrelobatón e Herrera, e Signora sovrana di Biscaglia. Ferdinando, dopo che il fratello Alfonso, nel 1304, aveva rinunciato ai suoi diritti al trono di Castiglia, si schierò tra i sostenitori di Maria di Molina, tutrice prima del figlio, Ferdinando IV di Castiglia e poi del nipote, Alfonso XI di Castiglia il Giusto, e, nel 1320, divenne primo maggiordomo del regno. Dall'unione di Ferdinando e Giovanna nacquero quattro figli[19]:
  - Bianca (1311-1347)[32], che nel gennaio del 1329, sposò lo scrittore e uomo politico, Giovanni Emanuele di Castiglia (1282-1348), figlio del principe Manuele Fernandez (figlio di Ferdinando III di Castiglia), come riporta il Chronicon Domini Joannis Emmanuelis[33].
  - Giovanni (1314-1350)[32], signore di Lara dal 1322, fu primo alfiere di Alfonso XI di Castiglia il Giusto, dal 1328 al 1332. Sposatosi, nel 1331, con Maria Diaz de Haro, Signora sovrana di Biscaglia, anche lei discendente da Alfonso X di Castiglia. Giovanni si ribellò ad Alfonso XI di Castiglia, che lo sconfisse e lo perdonò ridandogli l'incarico di primo alfiere, dal 1336 al 1350; ma dopo la morte di quest'ultimo cercò di proteggere, senza successo[34], l'amante di lui, Eleonora di Guzmán, dal nuovo re, Pietro I di Castiglia. Giovanni morì di peste. Giovanni da Maria ebbe quattro figli, mentre altri due, illegittimi, li ebbe da Mayor de Leguizamón:
    - Giovanna (1333-1359), che dopo la morte (1352) del fratello, Nuño, divenne signora di Lara e Signora sovrana di Biscaglia e nel 1353, sposò Tello di Castiglia (1337-1370), signore di Aguilar de Campoo, figlio illegittimo di Alfonso XI di Castiglia e di Eleonora di Guzmán, quindi fratellastro di Pietro I di Castiglia. Giovanna fu assassinata per ordine di Pietro I
    - Isabella (1335-1361), che, nel 1354, sposò il principe di Aragona, Giovanni (ca. 1330–1358), figlio di Alfonso IV di Aragona e di Eleonora di Castiglia che fu assassinato per ordine di suo cugino, il re di Castiglia, Pietro il Crudele. Dopo la morte (1359) della sorella, Giovanna, divenne signora di Lara e Signora sovrana di Biscaglia, ma fu imprigionata dal re Pietro I, prima a Castrojeriz e poi a Jerez, dove divise la cella con la regina di Castiglia, Bianca di Borbone, che il re Pietro I aveva fatto incarcerare. Isabella fu avvelenata, in prigione, molto probabilmente per ordine di Pietro I
    - Lope (1337- prima del 1350)
    - Nuño (1348- ca. 1352), signore di Lara e Signore sovrano di Biscaglia, dalla morte del padre (1350)
    - Pietro, illegittimo, (1348- 1384),  Conte di Mayorga, Signore di Castroverde, che sposò, a Lisbona nel 1384, Beatrice de Castro, figlia del primo Conestabile del Portogallo, Álvaro Pires de Castro
    - Diego, illegittimo

  - Margherita (1317-ca. 1373)[32], suora a Calaruega, come riportano le Cronicas de los reyes de Castilla Don Pedro[35], e che fu dama d'onore al matrimonio di Pietro I di Castiglia e Bianca di Borbone
  - Maria (1319-13 marzo 1375), che sposò, nel 1335, il figlio di Luigi di Francia e di Margherita d'Artois (figlia di Filippo d'Artois e Bianca di Bretagna), Carlo d'Evreux (1305- 1336), conte di Étampes, poi rimasta vedova, nel 1336, in seconde nozze, il conte di Alençon, Carlo II (1296-ca. 1346), figlio di Carlo di Francia, conte di Valois, e di Margherita d'Angiò[35].

## Ascendenza
|                             |                     |                         | Genitori                      |  |  | Nonni |  |  | Bisnonni           |  |  | Trisnonni             |  |
|                             |                     |                         |                               |  |  |       |  |  | Alfonso IX di León |  |  | Ferdinando II di León |  |
|                             |                     |                         |                               |  |  |       |  |  | Alfonso IX di León |  |  | Ferdinando II di León |  |
|                             |                     | Urraca del Portogallo   |                               |  |  |       |  |  | Alfonso IX di León |  |  |                       |  |
| Ferdinando III di Castiglia |                     |                         |                               |  |  |       |  |  | Alfonso IX di León |  |  |                       |  |
|                             |                     | Berenguela di Castiglia | Alfonso VIII di Castiglia     |  |  |       |  |  |                    |  |  |                       |  |
|                             |                     | Berenguela di Castiglia | Alfonso VIII di Castiglia     |  |  |       |  |  |                    |  |  |                       |  |
|                             |                     | Berenguela di Castiglia | Eleonora d'Inghilterra        |  |  |       |  |  |                    |  |  |                       |  |
| Alfonso X di Castiglia      |                     | Berenguela di Castiglia |                               |  |  |       |  |  |                    |  |  |                       |  |
|                             |                     | Filippo di Svevia       | Federico Barbarossa           |  |  |       |  |  |                    |  |  |                       |  |
|                             |                     | Filippo di Svevia       | Federico Barbarossa           |  |  |       |  |  |                    |  |  |                       |  |
|                             |                     | Filippo di Svevia       | Beatrice di Borgogna          |  |  |       |  |  |                    |  |  |                       |  |
| Beatrice di Svevia          |                     | Filippo di Svevia       |                               |  |  |       |  |  |                    |  |  |                       |  |
|                             |                     | Irene Angelo            | Isacco II Angelo              |  |  |       |  |  |                    |  |  |                       |  |
|                             |                     | Irene Angelo            | Isacco II Angelo              |  |  |       |  |  |                    |  |  |                       |  |
|                             |                     | Irene Angelo            | Irene                         |  |  |       |  |  |                    |  |  |                       |  |
| Ferdinando de la Cerda      |                     | Irene Angelo            |                               |  |  |       |  |  |                    |  |  |                       |  |
|                             | Pietro II d'Aragona | Alfonso II d'Aragona    |                               |  |  |       |  |  |                    |  |  |                       |  |
|                             | Pietro II d'Aragona | Alfonso II d'Aragona    |                               |  |  |       |  |  |                    |  |  |                       |  |
|                             | Pietro II d'Aragona | Sancha di Castiglia     |                               |  |  |       |  |  |                    |  |  |                       |  |
| Giacomo I d'Aragona         | Pietro II d'Aragona |                         |                               |  |  |       |  |  |                    |  |  |                       |  |
|                             |                     | Maria di Montpellier    | Guglielmo VIII di Montpellier |  |  |       |  |  |                    |  |  |                       |  |
|                             |                     | Maria di Montpellier    | Guglielmo VIII di Montpellier |  |  |       |  |  |                    |  |  |                       |  |
|                             |                     | Maria di Montpellier    | Eudocia Comnena               |  |  |       |  |  |                    |  |  |                       |  |
| Violante d'Aragona          |                     | Maria di Montpellier    |                               |  |  |       |  |  |                    |  |  |                       |  |
|                             |                     | Andrea II d'Ungheria    | Bela III d'Ungheria           |  |  |       |  |  |                    |  |  |                       |  |
|                             |                     | Andrea II d'Ungheria    | Bela III d'Ungheria           |  |  |       |  |  |                    |  |  |                       |  |
|                             |                     | Andrea II d'Ungheria    | Agnese di Chatillon           |  |  |       |  |  |                    |  |  |                       |  |
| Iolanda d'Ungheria          |                     | Andrea II d'Ungheria    |                               |  |  |       |  |  |                    |  |  |                       |  |
|                             |                     | Iolanda di Courtenay    | Pietro II di Courtenay        |  |  |       |  |  |                    |  |  |                       |  |
|                             |                     | Iolanda di Courtenay    | Pietro II di Courtenay        |  |  |       |  |  |                    |  |  |                       |  |
|                             |                     | Iolanda di Courtenay    | Iolanda di Fiandra            |  |  |       |  |  |                    |  |  |                       |  |
|                             |                     | Iolanda di Courtenay    |                               |  |  |       |  |  |                    |  |  |                       |  |

### Fonti primarie
- (LA)  Monumenta Germaniae Historica, Scriptores, tomus XVII.
- (LA)  (ES)  España sagrada, Volume 23.
- (LA)  España sagrada, Volume 2.
- (LA)  DOCUMENTOS DE LA Iglesia Colegial de Santa María la Mayor (hoy Metropolitana) DE VALLADOLID, Siglo XIII.
- (LA)  Nicetae Choniatae Historia, Imperiii Isaacii Angeli
- (LA) Recueil des historiens des Gaules et de la France. Tome 21
- (ES)  Crónica de San Juan de la Peña.
- (LA)  Recueil des historiens des Gaules et de la France. Tome 20.
- (LA)  Spicilegium sive collectio veterum aliquot scriptorum, Volume 3.
- (ES)  Memorias historicas del Rei Alonso el Sabio
- (ES)  Cronicas de los reyes de Castilla Don Pedro
- (FR)  Chronique de Ramon Muntaner. Tome 2
- (PT)  Nobiliario del Conde de Barcelos Don Pedro, Hijo del Rey Don Dionisio, Reyes de Portugal.

### Letteratura storiografica
- Hilda Johnstone, Francia. Gli ultimi capetingi, collana «Storia del mondo medievale», traduzione di Luciana Albertini, VI vol., 1999,  pp. 569-607, SBN TO00942188.